# Ravin de Badajoz

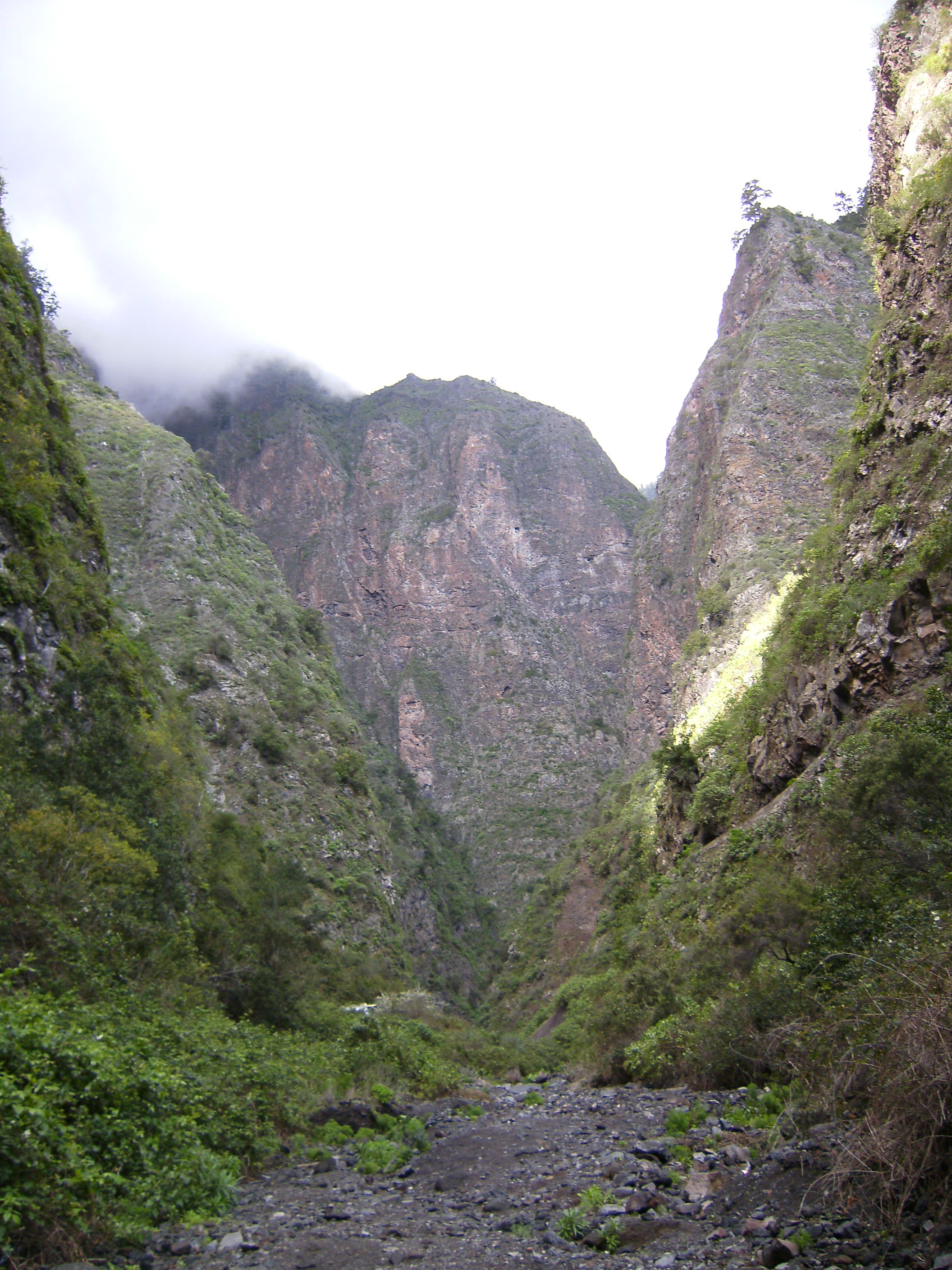
Le ravin de Badajoz

Le ravin de Badajoz est situé dans la ville de Güímar au sud-est de l'île de Tenerife (Îles Canaries, Espagne).

## Présentation
Lorsque le dernier roi guanche de Güímar, Añaterve, cède son territoire aux troupes espagnoles en 1496, le ravin est désigné par le nom de Chamoco par les indigènes.
On y trouve de nombreux vestiges archéologiques, dont des sépultures contenant plusieurs momies guanches.
Cette gorge est célèbre dans toute l'Espagne pour les phénomènes paranormaux qui s'y produisent, comme des apparitions d'êtres angéliques et d'étranges créatures, l'observation d'ovnis, des rituels sataniques…